# Vysoká Pec (okres Karlovy Vary)
Vysoká Pec (německy Hochofen) je obec v okrese Karlovy Vary v Karlovarském kraji. Leží zhruba čtyři kilometry severozápadně od Nejdku. Žije zde 348 obyvatel.

## Historie
První písemná zmínka o vesnici pochází z roku 1590, ale železná ruda se tu těžila již od 14. století. Dějiny obce byly tradičně spojeny s nejdeckým panstvím.

### Hornictví
V okolí Vysoké Pece nejsou dominantním ložiskovým typem cínonosné greiseny jako v Rudném, ale železné rudy skarnového typu s obsahem magnetitu. Doly zde založili Šlikové a v nejdecké horní knize je těžba uváděna od roku 1557. Mezi nejstarší doly patřil důl Vysoká Jedle (Hohe Tanne). V průběhu staletí se stal nejdůležitějším dolem Jeroným (Hieronymus), založený v 16. století. Těžba železných rud ve Vysoké Peci byla dočasně přerušena před rokem 1847, důl Jeroným byl však brzy obnoven a provozován až do roku 1855. Po jeho uzavření bylo nadále v provozu pět šachet.
Vytěžené rudy byly taveny v místní huti, uváděné ji v roce 1590. Část rudy byla dopravována do nejdeckých hamrů a železáren, ale existují doklady o jejím prodeji do Saska.
Se stopami po důlní činnosti se setkáváme v celém okolí Vysoké Pece a Rudného a návštěvníky s nimi seznamuje devět kilometrů dlouhá naučná stezka Vysoká Pec – Rudné. Stezka je určena pěším turistům a zdatnějším cyklistům na horských kolech. V místě poddolovaného území dolu Jeroným vybudovali místní nadšenci „westernové městečko“.

## Obyvatelstvo
Při sčítání lidu v roce 1921 zde žilo 656 obyvatel (z toho 316 mužů), z nichž bylo 651 Němců a pět cizinců. Všichni se hlásili k římskokatolické církvi. Podle sčítání lidu z roku 1930 měla vesnice 787 obyvatel: 781 Němců a šest cizinců. Kromě dvou evangelíků a 114 lidí bez vyznání byli římskými katolíky.
| Rok            | 1869 | 1880 | 1890 | 1900 | 1910 | 1921 | 1930 | 1950 | 1961 | 1970 | 1980 | 1991 | 2001 | 2011 | 2021 |
| -------------- | ---- | ---- | ---- | ---- | ---- | ---- | ---- | ---- | ---- | ---- | ---- | ---- | ---- | ---- | ---- |
| Počet obyvatel | 740  | 706  | 698  | 681  | 734  | 656  | 787  | 180  | 182  | 123  | 105  | 67   | 96   | 116  | 126  |
| Počet domů     | 99   | 112  | 115  | 120  | 120  | 120  | 153  | 171  | 71   | 35   | 34   | 36   | 38   | 49   | 55   |

| Rok            | 1869  | 1880  | 1890  | 1900  | 1910  | 1921  | 1930  | 1950 | 1961 | 1970 | 1980 | 1991 | 2001 | 2011 | 2021 |
| -------------- | ----- | ----- | ----- | ----- | ----- | ----- | ----- | ---- | ---- | ---- | ---- | ---- | ---- | ---- | ---- |
| Počet obyvatel | 2 309 | 2 285 | 2 265 | 2 252 | 2 344 | 2 137 | 2 186 | 343  | 339  | 307  | 258  | 227  | 258  | 329  | 347  |
| Počet domů     | 304   | 344   | 340   | 355   | 363   | 367   | 414   | 447  | 71   | 70   | 66   | 71   | 73   | 104  | 112  |

## Obecní správa
Mezi lety 1869–1950 Vysoká Pec byla obcí v okrese Kraslice (1869–1900), poté v okrese Nejdek (1910–1930) a později v okrese Karlovy Vary-okolí. V letech 1961–1991 patřila jako část města k Nejdku a od 1. ledna 1992 je opět samostatnou obcí.

### Části obce
- Vysoká Pec
- Rudné

### Obecní symboly
Znak a vlajka byly obci uděleny rozhodnutím předsedy Poslanecké sněmovny Parlamentu České republiky dne 4. června 1998.